# Чемпионат России по вольной борьбе 1999
Чемпионат России по вольной борьбе 1999 года проходил в Воронеже.

## Медалисты
| Категория | Золото                        | Серебро                         | Бронза                        |
| --------- | ----------------------------- | ------------------------------- | ----------------------------- |
| До 50 кг  | Константин Хангалов Бурятия   | Семён Уксеков Хакасия           | Сухраб Хизиев Красноярск      |
| До 54 кг  | Леонид Чучунов Новосибирск    | Мурад Рамазанов Санкт-Петербург | Чечен-Оол Монгуш Красноярск   |
| До 58 кг  | Зелимхан Хусейнов Дагестан    | Матвей Матвеев Москва           | Олхазур Мухтаров Волгоград    |
| До 63 кг  | Мурад Умаханов Дагестан       | Мирон Дзадзаев Северная Осетия  | Шамиль Умалатов Дагестан      |
| До 69 кг  | Дмитрий Кириллов Кемерово     | Юсуп Абдусаламов Дагестан       | Артур Тавказахов Москва       |
| До 76 кг  | Адам Сайтиев Красноярск       | Шамиль Алиев Дагестан           | К. Гагиев Северная Осетия     |
| До 85 кг  | Хаджимурад Магомедов Дагестан | Шамиль Исаев Дагестан           | Заур Хежев Кабардино-Балкария |
| До 97 кг  | Георгий Гогшелидзе Москва     | Сагид Муртазалиев Дагестан      | Сергей Ковалевский ХМАО       |
| До 130 кг | Андрей Шумилин Калининград    | Давид Мусульбес Северная Осетия | Олег Хорпяков Воронеж         |